# Ser edamski
Ser edamski – gatunek sera podpuszczkowego, produkowanego w Polsce, na bazie receptury holenderskiego sera Edammer. Jest on jednym z najbardziej tłustych serów żółtych.
W XIX wieku produkowany na ziemiach polskich ser wzorowany na edamskim dał początek lechickiemu (litewskiemu lub nowogródzkiemu).

## Wartości odżywcze
Ser ten zawiera witaminę A, retinol (0,235 mg na 100 g), β-karoten (0,201 mg na 100 g) oraz spore ilości kobalaminy. Jest bardzo bogaty w wapń, fosfor, sód, cynk i jod. W 100 g znajduje się 71 mg cholesterolu.
| Kwasy tłuszczowe (w 100 g) |
| Nasycone |
| --- |
| - kwas masłowy - 0,71 g - kwas kapronowy - 0,45 g - kwas kaprylowy - 0,26 g - kwas kaprynowy - 0,62 g - kwas laurynowy - 0,78 g - kwas mirystynowy - 2,48 g - kwas pentadekanowy - 0,24 g - kwas palmitynowy - 5,75 g - kwas heptadekanowy - 0,22 g - kwas stearynowy - 2,48 g |
| Jednonienasycone |
| - kwas mirystoleinowy - 0,31 g - kwas petadekenowy - 0,16 g - kwas palmitoleinowy - 0,59 g - kwas heptadekenowy - 0,24 g - kwas oleinowy - 6,15 g |

| Aminokwasy (w 100 g) |
| --- |
| - Izoleucyna - 1168 mg - Leucyna - 2130 mg - Lizyna - 1922 mg - Metionina - 612 mg - Cystyna - 144 mg - Fenyloalanina - 1299 mg - Tyrozyna - 1421 mg - Treonina - 968 mg - Tryptofan - 379 mg - Walina - 1661 mg - Arginina - 829 mg - Histydyna - 700 mg - Alanina - 754 mg - Kwas asparaginowy - 1736 mg - Kwas glutaminowy - 5779 mg - Glicyna - 481 mg - Prolina - 2680 mg - Seryna - 1437 mg |